# Азимство
Азимство је врста хлеба који је направљен без употребе квасца. Овакав обредни хлеб се користио код старозаветних Јевреја, а нативали су га опреснох (пресан хлеб) и употребљаван је током празновања Пасхе. 
У обредном и литургијском смислу азимство представља једну од битних разлика између богослужења православне и римокатоличке цркве, почев од Великог раскола 1054. године. Римокатолици за причешће употребљавају бесквасни хлеб (азима). У српским средњовековним изворима појам азимство, азимити односи се на припаднике римокатоличке цркве у српским православним земљама. 
У Душановом законику о азимитима се говори као о јереси латинској. У средњовековној српској држави у градовима и трговима живео је велики број припадника римокатоличке цркве који су уживали сва права и слободе. Судећи по прописима Душановог законика (члан 6, 7, 8 и 9) постојала је реална опасност од прозелитизма који су вршили римокатолички свештеници, посебно у градовима. Законик је такве тенденције санкционисао одређеним мерама и забранама. Према Законику Патријаршија је имала обавезу да у градовима и трговима постави протопопе који су имали задатак да враћају у православље оне који су прешли у римокатолицизам. 

## ЛИТЕРАТУРА
- Ђ. Даничић, Рјечник; Ј. Брија, Речник православне теологије, са румунског пре-вео епископ Митрофан, Београд 1997.